# Katyusha Continental Team
Das Katyusha Continental Team (russisch Катюша/Katjuscha) war ein russisches Radsportteam.
Die Mannschaft wurde 2008 gegründet und nahm bis Ende der Saison 2010 als Continental Team an den UCI Continental Circuits teil. Die meisten Rennen fuhren sie in Europa und Asien. Manager war Léon Witschnewski, der von dem Sportlichen Leiter Andrei Pschelkin unterstützt wird. Zusammen mit Itera-Katusha fungierte es als Nachwuchsmannschaft des UCI ProTeams Katusha.

## Saison 2010

### Erfolge in den Continental Circuits
| Datum    | Rennen                         | Kat. | Fahrer            |
| -------- | ------------------------------ | ---- | ----------------- |
| 30. März | 5. Etappe Tour du Maroc        | 2.2  | Boris Schpilewski |
| 2. April | 8. Etappe Tour du Maroc        | 2.2  | Boris Schpilewski |
| 3. April | 9b. Etappe Tour du Maroc       | 2.2  | Boris Schpilewski |
| 8. Mai   | 2. Etappe Five Rings of Moscow | 2.2  | Boris Schpilewski |
| 10. Mai  | 4. Etappe Five Rings of Moscow | 2.2  | Boris Schpilewski |

### Abgänge-Zugänge
| Zugänge               | Team 2009             | Abgänge                          | Team 2010       |
| --------------------- | --------------------- | -------------------------------- | --------------- |
| Boris Schpilewski     | Fuji-Servetto         | Timofei Krizki                   | Katjuscha       |
| Wladimir Lichatschew  | Moscow                | Michail Antonow                  | Itera-Katjuscha |
| Alexander Arekejew    | Acqua & Sapone (2008) | Pjotr Ignatenko                  | Itera-Katjuscha |
| Alexei Below          | Neoprofi              | Dmitri Kossjakow                 | Itera-Katjuscha |
| Sergei Belich         | Neoprofi              | Alexander Mironow                | Itera-Katjuscha |
| Alexander Filippow    | Neoprofi              | Nikita Nowikow                   | Itera-Katjuscha |
| Waleri Grinkowski     | Neoprofi              | Jewgeni Popow                    | Itera-Katjuscha |
| Konstantin Kuperassow | Neoprofi              | Alexander Porsew                 | Itera-Katjuscha |
| Wadim Maslennikow     | Neoprofi              | Andrei Solomennikow              | Itera-Katjuscha |
| Dmitri Sokolow        | Neoprofi              | Stanislaw Starodubzew            | Itera-Katusha   |
| Matwei Subow          | Neoprofi              | Jewgeni Reschetko                | Moscow          |
| Wladislaw Talischew   | Neoprofi              | Roman Klimow                     | Unbekannt       |
|                       |                       | Alexei Below (bis 31.07.)        | Unbekannt       |
|                       |                       | Wladislaw Talischew (bis 31.07.) | Unbekannt       |

### Mannschaft
| Name                  | Geburtstag        | Nationalität | Team 2011                 |
| --------------------- | ----------------- | ------------ | ------------------------- |
| Alexander Arekejew    | 12. Oktober 1982  | Russland     |                           |
| Sergei Belich         | 4. März 1990      | Russland     | Lokomotiv-Urbycolan       |
| Alexander Filippow    | 5. September 1984 | Russland     |                           |
| Waleri Grinkowski     | 16. August 1990   | Russland     |                           |
| Danil Komkow          | 31. Oktober 1985  | Russland     |                           |
| Konstantin Kuperassow | 20. Juni 1991     | Russland     | Katusha U21 Team          |
| Wladimir Lichatschew  | 25. Februar 1985  | Russland     |                           |
| Wadim Maslennikow     | 21. April 1989    | Russland     |                           |
| Alexander Petrowski   | 3. März 1989      | Russland     | Katusha U21 Team          |
| Wiktor Schmalko       | 9. Juli 1990      | Russland     | Itera-Katusha             |
| Boris Schpilewski     | 20. August 1982   | Russland     | Tabriz Petrochemical Team |
| Dmitri Sokolow        | 19. März 1988     | Russland     |                           |
| Matwei Subow          | 22. Januar 1991   | Russland     | Katusha U21 Team          |

## Platzierungen in UCI-Ranglisten
UCI Africa Tour
| Saison | Mannschaftswertung | Fahrerwertung             |
| ------ | ------------------ | ------------------------- |
| 2009   | -                  | -                         |
| 2010   | 13.                | Alexander Filippow (163.) |
| 2011   | -                  | -                         |

UCI Asia Tour
| Saison | Mannschaftswertung | Fahrerwertung             |
| ------ | ------------------ | ------------------------- |
| 2008   | 10.                | Denis Galimsjanow (13.)   |
| 2009   | -                  | -                         |
| 2010   | 54.                | Alexander Filippow (208.) |
| 2011   | -                  | -                         |

UCI Europe Tour
| Saison | Mannschaftswertung | Fahrerwertung               |
| ------ | ------------------ | --------------------------- |
| 2008   | 18.                | Timofei Krizki (17.)        |
| 2009   | 40.                | Timofei Krizki (34.)        |
| 2010   | 93.                | Wladimir Lichatschew (693.) |